# きららインターチェンジ

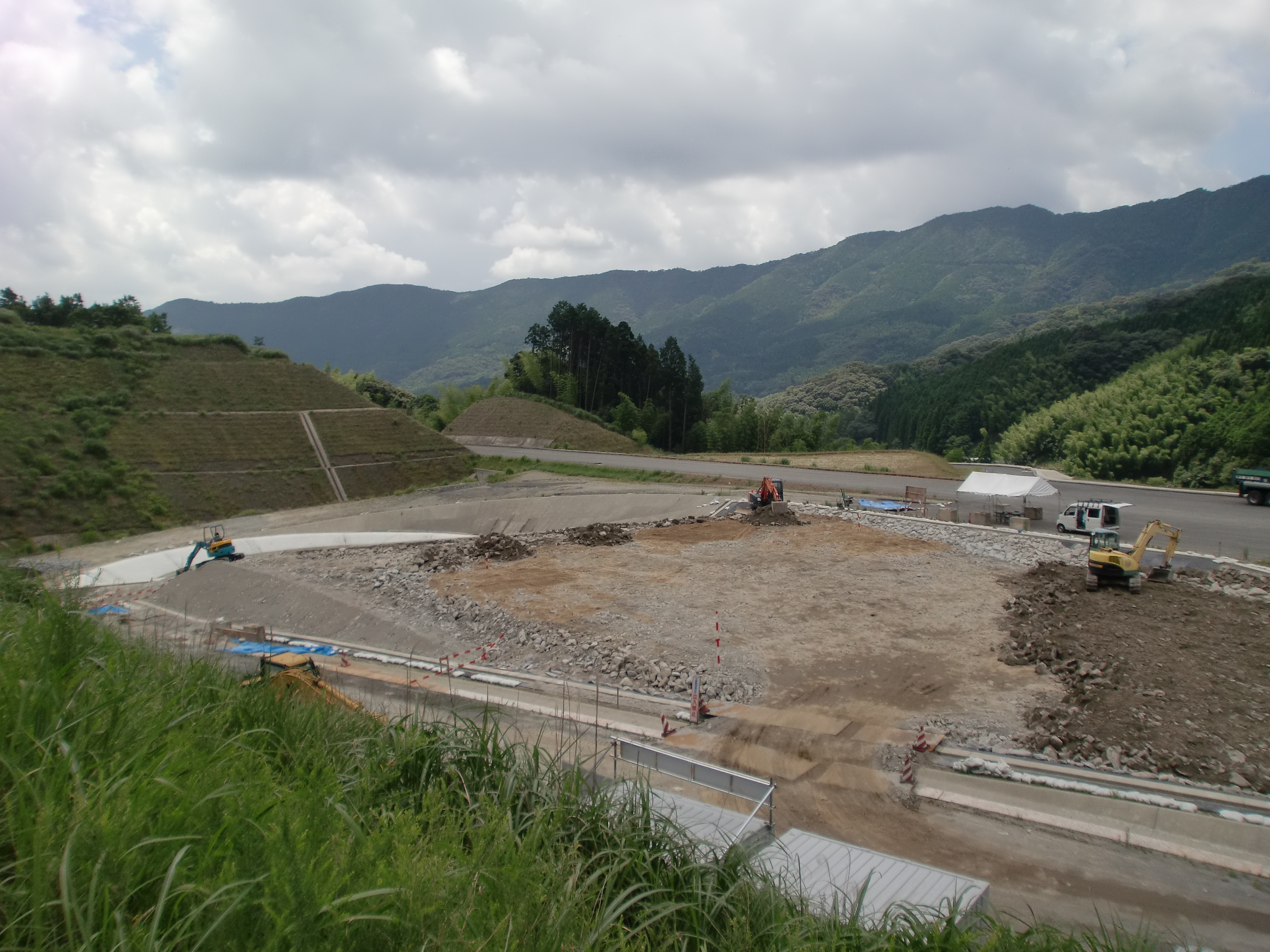
建設中のきららインターチェンジ（2016年撮影）

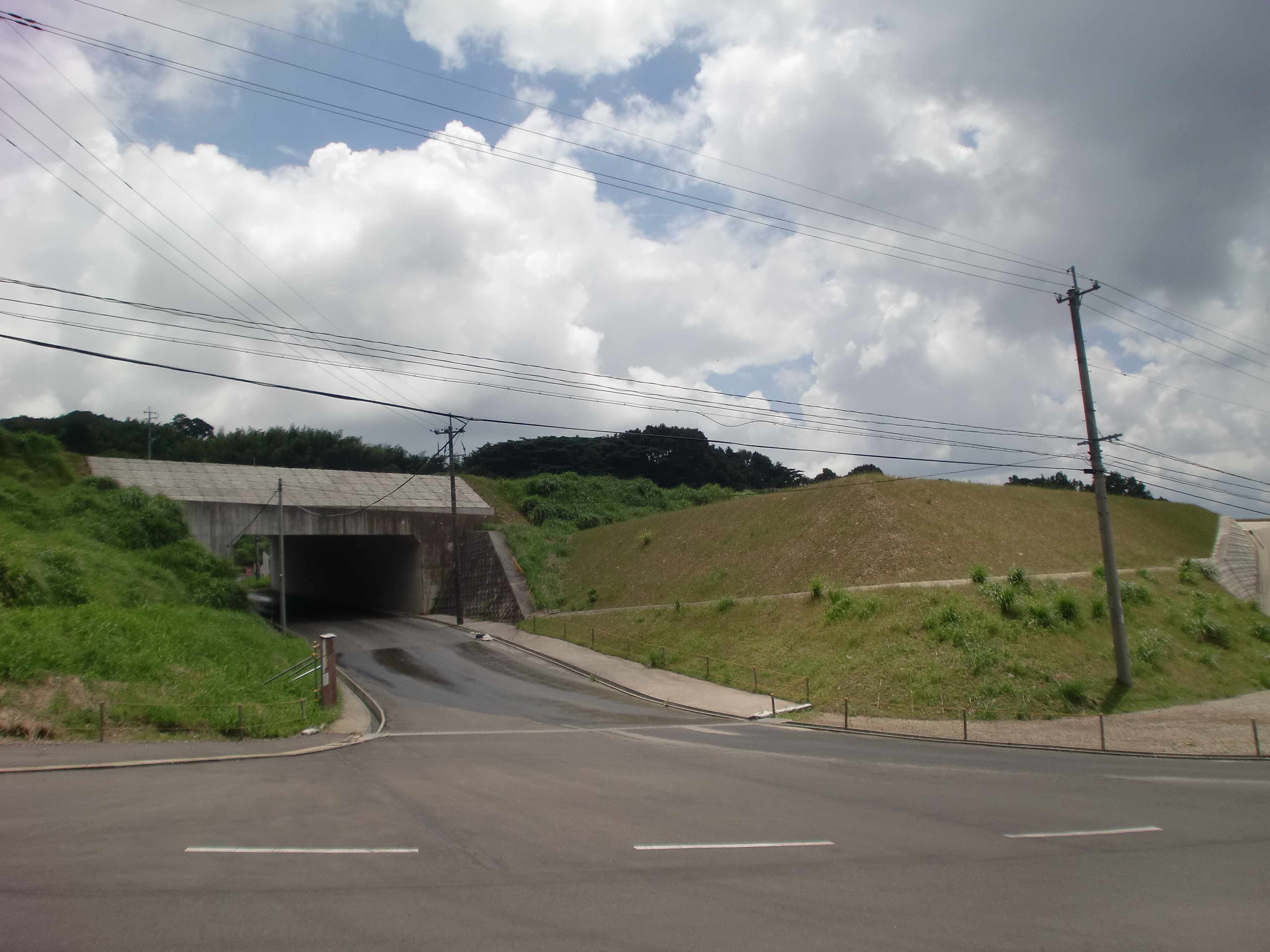
国道504号（手前道路）ときららICを結ぶ建設中のランプ

きららインターチェンジは、鹿児島県薩摩郡さつま町泊野にある北薩横断道路（泊野道路）のインターチェンジである。
阿久根方面のみ出入りすることができるハーフインターチェンジとなっている。阿久根方面は2018年（平成30年）3月25日に開通し、鹿児島空港方面は2019年（平成31年）3月24日に開通した。
阿久根方面には北薩トンネル（4,850m）のさつま町側坑口がある。

## 道路
- 北薩横断道路（泊野道路）

## 沿革
- 2004年（平成16年） - 泊野道路が事業化される[4]。
- 2011年（平成23年） - 泊野道路の事業再評価時に「きららIC」が表記される[5]。
- 2015年（平成27年） - 鹿児島県の発表によりインターチェンジ名が仮称どおり「きららIC」に決定する[6]。
- 2018年（平成30年）3月25日 - 北薩トンネルを含むきららICから中屋敷ICまでの区間が開通するのに伴い供用を開始[7][3]。
- 2019年（平成31年）3月24日 - さつま泊野ICからきららICまでの区間が開通[2]。
- 2024年（令和6年）7月25日 - 北薩トンネル内で湧水による路面隆起が約50メートルにわたって発生、さつま泊野IC - 高尾野IC間が全面通行止めとなり、当ICが閉鎖になる。この後、同月26日に壁面コンクリートが崩落、同月27日には土砂の流出が発生している[8]。

## 接続する道路
- 国道504号
きららICから堀切峠を越え高尾野に至るまでの区間は幅員が狭小であり、カーブが連続する区間となっている。

## 周辺
- きらら公園
- 紫尾山きららの里キャンプ場
- 紫尾山
- 堀切峠（泊野道路は堀切峠のバイパスとして建設される）

## 隣
北薩横断道路
さつま泊野IC - きららIC - （北薩トンネル） - 中屋敷IC - 高尾野IC